# Nicky Skopelitis
Nicky Skopelitis (geb. 2 februari 1949) is een Amerikaanse gitarist en componist van Griekse komaf. Hij heeft verschillende solo-platen gemaakt. Hij is echter vooral bekend geworden door zijn samenwerking met musici uit de 'downtown'-scene van New York en andere muzikanten, waaronder Bill Laswell.
Skopelitis speelde als kind op de trompet, maar stapte over op de gitaar en andere snaarinstrumenten (zoals de banjo). Hij raakte geïnteresseerd in muziek uit landen rond de Middellandse Zee en in het Midden-Oosten. Hij woonde in New York en leerde daar bassist Bill Laswell kennen, met wie hij veel zou samenspelen op platen die door Laswell werden geproduceerd. Hij is met Laswell te horen op een plaat van Curlew, een latere bezetting van Material (met Michael Beinhorn en Fred Maher) en Anton Fiers The Golden Palominos. Hij werkte mee aan de door Laswell geproduceerde platen van Herbie Hancock: "Future Shock' (1983), 'Sound System' (1984) en 'Perfect Machine' (1989). Op twee van deze platen speelt Skopelitis elektrische drum. Ook op platen van John Lydon ('Album'), Sly & Robbie en James Blood Ulmer is hij naast Laswell te horen.
In 1989 kwam zijn eerste solo-plaat 'Next to Nothing uit' (met medewerking van onder andere Laswell en Fred Frith) en twee jaar later een duo-plaat met gitarist Sonny Sharrock (productie: Laswell). Ook bij andere platen van Skopelitis was Laswell betrokken: 'Ekstatis' (1993) en 'Revelator'.
Skopelitis speelde verder met onder meer Ginger Baker, Simon Shaheen, Arcana (met jazz-drummer Tony Williams, gitarist Derek Bailey en Laswell, 'Arc of the Testimony, 1997) en saxofonist Pharoah Sanders ('With a Heartbeat', 2003).

## Discografie (selectie)
- Next to Nothing, Venture, 1989
- Ekstatis, Axiom, 1993
- Ekstatis-Wake up and Dream, Cyber Octave, 1998

Met Sonny Sharrock
- Faith Moves, CMP Records, 1991

Met Raoul Björkenheim
- Revelator, Innerrhythmic, 1998